# Нібл

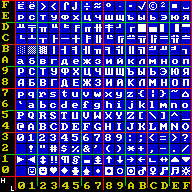
Таблиця символів впорядкована за ніблами

Нібл (англ. nibble, nybble або nyble) — чотирибітне утворення, або половина октету. Від того, що нібл містить 4 біти, він може містити шістнадцять (24) можливих значень, отже нібл відповідає одній шістнадцятковій цифрі (тому його часто згадують як «шістнадцяткову цифру» (англ. hex digit, hexit)).
Одне з перших відомих використань терміна «нібл» відбулось 1977 в Citibank, що створила до-ISO 8583 стандарт для транзакційних повідомлень між банкоматами та інформаційним центром, в якому нібл був основною одиницею даних.
Повний байт (октет) представляється двома шістнадцятковими цифрами; отже, зазвичай байт можна представити як пару ніблів. У царині комп'ютерних мереж і телекомунікацій нібл часто називають напівоктетом або квартетом.[джерело?] Іноді набір всіх 256 значень байта зображують у вигляді таблиці 16*16, з якої легко видно шістнадцяткові коди для кожного значення.
Термін «нібл» походить з того, що в англійській термін «byte» є омофоном для слова «bite», а саме слово «bite» означає кусати, в той час як «nibble» - гризти, тобто трошки кусати. Альтернативна вимова «nybble» походить від «byte».
Нібл використовується для опису кількості пам'яті необхідної для збереження однієї цифри в двійково-десятковому коді.  Цей підхід використовується з метою пришвидшити обчислення і полегшити зневадження.  Байт з 8 бітів ділиться навпіл і в кожному ніблі зберігається одна цифра. Останній нібл змінної відводиться під знак. Таким чином, змінну, яка може зберігати до 9 цифр можна упакувати в 5 байтів. Полегшення зневадження відбувається через легкість читання чисел у шістнадцятковому вигляді пам'яті, де дві шістнадцяткових цифри використовуються для представлення значення байта, бо 16×16 = 28.
Історично, траплялись випадки, коли термін «нібл» використовувався для набору з менше ніж 8 бітів, але необов'язково 4. У лінії мікрокомп'ютерів Apple II, велика частина управління приводом диска була реалізована на програмному рівні. Запис даних на диск відбувався перетворенням 256-байтних сторінок в набори з 5-бітових або, пізніше, 6-бітових ніблів; Завантаження даних з диску вимагало зворотної дії. Зауважте, що термін «байт» також має неоднозначність; свого часу, байт значив набір з необов'язково 8 бітів. Сьогодні, терміни «байт» і «біт» здебільшого вказують на 8-, та 1-бітові набори, і дуже рідко використовуються для інших розмірів. Термін «напівнібл» використовується для вказання на 2 біти.
Шістнадцять ніблів та їх відповідники в інших системах числення:
|  |      |   |       |   |       |  |   |   |   |   |  |
|  | 0hex | = | 0dec  | = | 0oct  |  | 0 | 0 | 0 | 0 |  |
|  | 1hex | = | 1dec  | = | 1oct  |  | 0 | 0 | 0 | 1 |  |
|  | 2hex | = | 2dec  | = | 2oct  |  | 0 | 0 | 1 | 0 |  |
|  | 3hex | = | 3dec  | = | 3oct  |  | 0 | 0 | 1 | 1 |  |
|  |      |   |       |   |       |  |   |   |   |   |  |
|  | 4hex | = | 4dec  | = | 4oct  |  | 0 | 1 | 0 | 0 |  |
|  | 5hex | = | 5dec  | = | 5oct  |  | 0 | 1 | 0 | 1 |  |
|  | 6hex | = | 6dec  | = | 6oct  |  | 0 | 1 | 1 | 0 |  |
|  | 7hex | = | 7dec  | = | 7oct  |  | 0 | 1 | 1 | 1 |  |
|  |      |   |       |   |       |  |   |   |   |   |  |
|  | 8hex | = | 8dec  | = | 10oct |  | 1 | 0 | 0 | 0 |  |
|  | 9hex | = | 9dec  | = | 11oct |  | 1 | 0 | 0 | 1 |  |
|  | Ahex | = | 10dec | = | 12oct |  | 1 | 0 | 1 | 0 |  |
|  | Bhex | = | 11dec | = | 13oct |  | 1 | 0 | 1 | 1 |  |
|  |      |   |       |   |       |  |   |   |   |   |  |
|  | Chex | = | 12dec | = | 14oct |  | 1 | 1 | 0 | 0 |  |
|  | Dhex | = | 13dec | = | 15oct |  | 1 | 1 | 0 | 1 |  |
|  | Ehex | = | 14dec | = | 16oct |  | 1 | 1 | 1 | 0 |  |
|  | Fhex | = | 15dec | = | 17oct |  | 1 | 1 | 1 | 1 |  |
|  |      |   |       |   |       |  |   |   |   |   |  |

## Добування нібла із байта
Мовою C:
```
#define HINIBBLE(b) (((b) >> 4) & 0x0F)

#define LONIBBLE(b) ((b) & 0x0F)

```

де b має бути змінною або сталою цілочисельного типу (або signed, або unsigned). (Звісно, якщо b за розміром більше ніж байт, тільки один байт (молодший) буде використовуватися).
Наприклад, HINIBBLE(0xAB)==0xA і LONIBBLE(0xAB)==0xB.
Мовою Common Lisp:
```
(
defun
 
hi-nibble
 
(
b
)

  
(
ldb
 
(
byte
 
4
 
4
)
 
b
))

(
defun
 
lo-nibble
 
(
b
)

  
(
ldb
 
(
byte
 
4
 
0
)
 
b
))

```